# Govardhan
Govardhan är en ort i Indien.   Den ligger i distriktet Mathura och delstaten Uttar Pradesh, i den norra delen av landet, 130 km söder om huvudstaden New Delhi. Govardhan ligger 189 meter över havet och antalet invånare är 20 044.
Terrängen runt Govardhan är mycket platt. Runt Govardhan är det tätbefolkat, med 881 invånare per kvadratkilometer. Närmaste större samhälle är Dīg, 13,8 km väster om Govardhan. Trakten runt Govardhan består till största delen av jordbruksmark.